# Татрапан
Tatrapan — специальный бронетранспортёр с колёсной формулой 6x6, производимый словацкой оборонно-промышленной компанией VYVOJ Martin. Был разработан для использования словацкими вооруженными силами, а также на экспорт.

## Дизайн
Tatrapan — бронированный автомобиль повышенной проходимости, построенный на шасси военной версии Tatra 815. Машина имеет кабину с местами для водителя и командира машины, а также кузов-надстройку, который может быть модифицирован под различные задачи. Корпус надстройки спроектирован как автономный агрегат, а его экипаж может работать самостоятельно. Быстроразъёмные зажимы с центрирующими штифтами служат средством крепления кузова, что позволяет использовать различные кузова на одном единственном шасси. Максимальное время, необходимое для замены кузова, составляет 60 минут.
Специально сконструированное V-образное днище обеспечивает повышенную защиту от мин.

## Варианты
- Tatrapan Zasa — Бронетранспортёр
- Tatrapan AMB — Санитарная машина
- Tatrapan VSRV — Командно-штабная машина
- Tatrapan MOD — Вариант с двигателем Deutz и автоматической коробкой передач

## Принятие на вооружение
Первый прототип Tatrapan поступил на вооружение в 1994 году. До 2009 года для словацкой армии и кипрской национальной гвардии было произведено около 50 машин.

## Операторы
- Словакия: более 70 машин на вооружении армии
- Кипр: небольшое число на вооружении национальной гвардии
- Индонезия: Неизвестное количество машин на вооружении корпуса морской пехоты